# Hierobotana inflata
Hierobotana inflata ist die einzige Art der Pflanzengattung Hierobotana, die der Familie der Eisenkrautgewächse (Verbenaceae) zugerechnet wird. Die Art ist in Ecuador, Kolumbien und Peru beheimatet.

## Beschreibung

### Vegetative Merkmale
Hierobotana inflata ist eine niederliegende, nicht duftende, verholzende krautige Pflanze. Die Laubblätter sind dreiteilig gelappt.

### Generative Merkmale
Im endständigen, ährigen Blütenstand sind feine, unauffällige Tragblätter vorhanden. Die Blüten sind sitzend.
Die zwittrigen Blüten sind fünfzählig mit doppelter Blütenhülle. Die fünf Kelchblätter sind röhrenförmig und der Kelch endet in fünf nahezu gleich großen Kelchlappen. An der Frucht ist der Kelch beständig und vergrößert. Die nahezu radiärsymmetrische Krone ist weiß mit einer purpurfarbenen Tönung. Die fünf Kronblätter sind trichterförmig verwachsen und die Kronröhre ist gerade. Der Kronsaum ist in fünf Kronlappen unterteilt. Im Gegensatz zu den meisten anderen Gattungen der Familie der Verbenaceae sind nur zwei fertile Staubblätter vorhanden, statt der meist vier. Die zwei Staubblätter setzen in der Nähe der Mitte der Kronröhre an. Die Theken der Staubbeutel sind nicht mit Anhängen besetzt. Der Griffel ist an der Frucht beständig. Zwei Fruchtblätter sind zu einem oberständigen, zweikammerigen Fruchtknoten verwachsen, jedes Fruchtknotenkammer ist in zwei Fächer unterteilt, in denen sich jeweils eine Samenanlage befindet.

## Verbreitung
Hierobotana inflata ist in Ecuador, Kolumbien und Peru verbreitet. Nach R. Govaerts kommt sie nur in Ecuador ursprünglich vor.

## Systematik
Die Erstbeschreibung der Art erfolgte 1818 unter dem Namen (Basionym) Verbena inflata durch Karl Sigismund Kunth in Friedrich Wilhelm Heinrich Alexander von Humboldt, Aimé Jacques Alexandre Bonpland und Karl Sigismund Kunth: Nova Genera et Species Plantarum, 4. Auflage, 2, Seite 273, Tafel 135. Die Gattung Hierobotana wurde 1895 durch John Isaac Briquet in Heinrich Gustav Adolf Engler und Karl Anton Eugen Prantl: Die Natürlichen Pflanzenfamilien, Band 4, 3a, Seite 148, mit der Neukombination zu Hierobotana inflata (Kunth) Briq., aufgestellt. Ein weiteres Synonym für Hierobotana inflata (Kunth) Briq. ist Verbena heterophylla Willd. ex Spreng.
Hierobotana inflata ist die einzige Art der Gattung Hierobotana. Die Tribus Verbeneae Schauer enthält seit 2009 die fünf Gattungen: Hierobotana, Junellia, Verbena, Glandularia und Mulguraea.